# Laurent Gbagbo
Laurent Gbagbo (ur. 31 maja 1945 w Gagnoa) – iworyjski polityk, prezydent Wybrzeża Kości Słoniowej w latach 2000–2011.
Z zawodu nauczyciel, w latach 70. i 80. działacz opozycyjny, na wygnaniu we Francji, w roku 1990 przegrał wybory prezydenckie z Félixem Houphouët-Boigny.
Wybrany na prezydenta w październiku 2000 roku. W 2002 roku doszło do I wojny domowej między prezydentem Gbagbo a rebeliantami z Nowych Sił. Na czele trwającej do 2007 roku rebelii stanął Guillaume Soro. Wojna zakończyła się zwycięstwem rządu, a na skutek ugody Guillaume Soro został premierem. Powodem wybuchu wojny domowej była polityka Gbagbo, która opierała się na nacjonalizmie. Prezydent dyskryminował mieszkających na północy muzułmanów o zagranicznym pochodzeniu (napłynęli głównie z Burkina Faso), którzy stanowili 1/4 społeczeństwa. W kolejnych wyborach prezydenckich w listopadzie 2010, według oficjalnych wyników ogłoszonych przez komisję wyborczą przegrał z Alassane Ouattarą, jednak nie zaakceptował przegranej i nie zrezygnował z urzędu, co zapoczątkowało kryzys polityczny i okres dwuwładzy w kraju, który w lutym 2011 przerodził się w wojnę domową. 11 kwietnia 2011 Gbagbo został pojmany w Abidżanie przez siły wierne Ouattarze i zabrany do hotelu Golf, gdzie mieści się siedziba władz.
30 listopada 2011 został przewieziony do Holandii. Tam Międzynarodowy Trybunał Karny w Hadze postawił mu cztery zarzuty zbrodni przeciw ludzkości. Proces rozpoczął się w 2016 roku. W 2019 sędziowie Trybunału uznali, że materiał dowodowy był niewystarczający i Gbagbo został uniewinniony od zarzucanych mu zbrodni. W 2021 roku izba apelacyjna trybunału odrzuciła skargę prokuratorów i utrzymała wyrok uniewinniający. 
W czerwcu 2021 Gbagbo opuścił Belgię i po 10 latach wrócił do kraju. W październiku tego samego roku założył nową partię Parti des peuples africains – Côte d'Ivoire (PPA–CI), której został liderem.